# PRECOBS
PRECOBS (Pre Crime Observation System, seltener auch: precobs oder Precobs) ist eine Software zur Kriminalitätsprognose. Die Prognosesoftware wird vom Oberhausener Institut für musterbasierte Prognosetechnik (IfmPt) entwickelt und weltweit vermarktet.

## Zielsetzung
Mit PRECOBS werden durch die Verwendung von Deliktsdaten aus der jüngsten Vergangenheit für eine Polizeibehörden Prognosen für einen definierten „Bezirk“ erstellt und für operative Maßnahmen (Festnahme am Tatort) und zur Kriminalprävention genutzt. Durch sog. Predictive Policing (vorausschauende Polizeiarbeit) sollen so für bestimmte Delikte (z. B. Einbrüche, Kfz-Delikte, Raub, Brandstiftungen) Vorhersagen getroffen werden können. Dazu werden polizeiliche Daten wie Täterprofile, Deliktschwerpunkte, örtliche Gegebenheiten und empirische Erkenntnisse aus den Deliktfeldern ausgewertet. Es ist Ziel, zeitliche und räumliche Deliktkonzentrationen (near repeats) zu prognostizieren. Unter einem near repeat wird hierbei in einem eingegrenzten geografischen Raum das Auftreten von zwei Delikten aus einem Deliktfeld binnen 72 Stunden verstanden.

## Verwendung
PRECOBS wird bereits an sieben in- und ausländischen Polizeibehörden im Bereich der Kriminalgeographie verwendet, so seit 2013 in Zürich und Aargau. Bayern war 2014 das erste deutsche Bundesland, das diese Software einsetzte. PRECOBS wurde unter anderem in München und Nürnberg verwendet. Ab Oktober 2015 bis April 2016 testete die Polizei in Stuttgart und Karlsruhe das Programm für eine erste Pilotphase, um der seit Jahren steigenden Zahl von Einbrüchen zu begegnen. Dem folgte ab August 2017 ein weiterer einjähriger Test mit einer weiterentwickelten Version der Prognosesoftware.
Die Kantonspolizei Solothurn in der Schweiz verzichtete nach einer Prüfung des Systems im Jahr 2017 auf einen weiteren Einsatz. Als Gründe wurden relativ hohe Kosten und kein klar ausgewiesener Nutzen angegeben. Seit Oktober 2021 wird die Software in Bayern dauerhaft nicht mehr genutzt, da dieser, so das Bayerische Landeskriminalamt, die Datengrundlage gefehlt habe, als während der COVID-19-Pandemie deutlich weniger Einbrüche gemeldet worden seien.
Das Freiburger Max-Planck-Institut für ausländisches und internationales Strafrecht hat den Einsatz Software in einer ausführlichen Studie untersucht.

## Kritik
Kritiker befürchten unter anderem, dass die bislang anonymisierte Datenerhebung später durch personenbezogene Daten ergänzt werden könnten. Auch sei aufgrund einer hohen Dunkelziffer unklar, wie viel Kriminalität mit derartiger Software bekämpft werden könne. Da nur mit polizeilich registrierten Delikten und Mustern gesucht werde, bestehe die Gefahr, dass die Software den Blick auf bestimmte Orte verenge.